# Jacques De Caluwé
Pour les articles homonymes, voir De Caluwé.
Jacques De Caluwé dit Jackie De Caluwé, né le 6 mars 1934 à Bruges et mort le 20 septembre 2021, est un joueur de football belge, qui évoluait comme défenseur ou milieu de terrain. Il joue toute sa carrière au Cercle de Bruges, qu'il quitte à 32 ans pour devenir entraîneur-joueur d'abord, entraîneur ensuite. En 1978, il se retire définitivement du monde du football. En 2012, il est toujours le sixième joueur à avoir disputé le plus de rencontres sous le maillot du Cercle.

## Biographie

### Carrière de joueur
Jacques De Caluwé naît le 6 mars 1934 à Bruges. À douze ans, il s'affilie au Cercle de Bruges, auquel il restera fidèle durant les vingt prochaines années. Il débute en équipe première le 10 février 1952. Il dispute quelques autres matches jusqu'en fin de saison, qui voit le Cercle rétrogradé en Division 3. Après une année presque sans jouer pour cause de service militaire obligatoire, il devient titulaire dans la défense des « vert et noir » dès 1954. Il est un des joueurs essentiels de l'équipe championne dans sa série en 1956, qui permet au Cercle de remonter en Division 2.
Durant cinq ans, le Cercle joue en deuxième division, et rate la remontée au plus haut niveau national de peu à deux reprises. Finalement, en 1961, De Caluwé et ses équipiers décrochent le titre et permettent au Cercle de retrouver la première division après quinze ans d'absence. Le joueur est alors replacé comme libéro, pour verrouiller la défense brugeoise. Il tient sa place durant cinq ans, mais une grave blessure au ménisque, conjuguée à une affaire de corruption qui renvoie le Cercle en troisième division, met fin à sa carrière au plus haut niveau en 1966.

### Carrière d'entraîneur
Par la suite, Jacques De Caluwé rejoint le Stormvogels Loppem, un club évoluant dans les séries provinciales, en tant qu’entraîneur-joueur. Il occupe cette double fonction pendant quatre ans, et devient ensuite entraîneur à temps plein au KFC Eeklo en 1970. Deux ans plus tard, il rejoint le KSV Blankenberge, qu'il dirige durant un an, puis revient au Cercle de Bruges comme adjoint du Néerlandais Han Grijzenhout. À la suite de divergences avec ce dernier, Jacques De Caluwé quitte le Cercle après un an et devient l'entraîneur de l'Excelsior Zedelgem, un club de provinciales, en 1974. Il dirige cette équipe une saison, puis retourne un an à Loppem. Il est ensuite l'entraîneur du Stormvogels Koekelare, avant de quitter définitivement le monde du football en 1978.

## Palmarès
- 1 fois champion de Division 2 en 1961.
- 1 fois champion de Division 3 en 1956.

## Statistiques
| Saison                | Club                  | Championnat           | Championnat | Championnat | Coupe(s) nationale(s) | Coupe(s) nationale(s) | Total | Total |
| Saison                | Club                  | Division              | M.          | B.          | M.                    | B.                    | M.    | B.    |
| 1951-1952             | Cercle Bruges KSV     | Division 2            | 6           | 0           | 0                     | 0                     | 6     | 0     |
| 1952-1953             | Cercle Bruges KSV     | Division 3            | 3           | 0           | 0                     | 0                     | 3     | 0     |
| 1953-1954             | Cercle Bruges KSV     | Division 3            | 25          | 0           | 2                     | 0                     | 27    | 0     |
| 1954-1955             | Cercle Bruges KSV     | Division 3            | 24          | 2           | 4                     | 1                     | 28    | 3     |
| 1955-1956             | Cercle Bruges KSV     | Division 3            | 25          | 1           | 1                     | 0                     | 26    | 1     |
| 1956-1957             | Cercle Bruges KSV     | Division 2            | 27          | 5           | 0                     | 0                     | 27    | 5     |
| 1957-1958             | Cercle Bruges KSV     | Division 2            | 29          | 3           | 0                     | 0                     | 29    | 3     |
| 1958-1959             | Cercle Bruges KSV     | Division 2            | 30          | 2           | 0                     | 0                     | 30    | 2     |
| 1959-1960             | Cercle Bruges KSV     | Division 2            | 28          | 4           | 0                     | 0                     | 28    | 4     |
| 1960-1961             | Cercle Bruges KSV     | Division 2            | 23          | 4           | 0                     | 0                     | 23    | 4     |
| 1961-1962             | Cercle Bruges KSV     | Division 1            | 28          | 6           | 0                     | 0                     | 28    | 6     |
| 1962-1963             | Cercle Bruges KSV     | Division 1            | 16          | 0           | 0                     | 0                     | 16    | 0     |
| 1963-1964             | Cercle Bruges KSV     | Division 1            | 28          | 1           | 2                     | 0                     | 30    | 1     |
| 1964-1965             | Cercle Bruges KSV     | Division 1            | 26          | 2           | 4                     | 1                     | 30    | 3     |
| 1965-1966             | Cercle Bruges KSV     | Division 1            | 22          | 0           | 1                     | 0                     | 23    | 0     |
| Total sur la carrière | Total sur la carrière | Total sur la carrière | 340         | 30          | 14                    | 2                     | 354   | 32    |